# Vinicius de Oliveira
Vinícius de Oliveira (Río de Janeiro, Brasil, 18 de julio de 1985) es un actor brasileño
reconocido por su participación en películas como "Central do Brasil", en 1998; "Assalto ao
Banco Central", en 2011, "Linha de Passe", en 2008 y "Abril Despedaçado" (más conocido como
"Behind The Sun" y "Detrás del Sol"), en 2001, entre otros films.

## Carrera
Vinícius de Oliveira, cuyo verdadero nombre es Vinícius Campos de Oliveira, inició su carrera como
actor cinematográfico en 1998, cuando personificó a Josué en "Central do Brasil" dirigida por
Walter Salles. Por dicha actuación, de Oliveira fue galardonado con una mención especial en el
"Festival de Cine de La Habana" en Cuba. En 2001, volvió a colaborar con Salles en el premiado
film "Abril Despedaçado", estrenado en los países hispanoparlantes con el título de "Detrás del Sol"
y en inglés como "Behind The Sun".
Además, de Oliveira se desempeñó como actor televisivo en las series "Suave Veneno", en 1999, y "Carga
Pesada", en 2004 y en el telefilm "Nosso Querido Trapalhão", en 2010.
En 2013, de Oliveira actuó en los cortometrajes "As Órbitas" y "Sem Alma" y en 2014, protagonizó los
largometrajes "Se Deus Vier Que Venha Armado", dirigido por Luis Dantas, y "Moto Anjos", dirigido
por Joe Tripician.

## Filmografía
- 1998: "Central do Brasil" (Director: Walter Salles).

- 2001: "Abril Despedaçado" ("Behind The Sun"/"Detrás del Sol") (Director: Walter Salles).

- 2008: "Linha de Passe" (Directores: Walter Salles y Daniela Thomas).

- 2008: "Se Nada Mais Der Certo" (Director: José Eduardo Belmonte).

- 2010: "Nosso Querido Trapalhão" (Telefilm).

- 2010: "Quincas Berro d´Água" (Asistente de Video) (Director: Sérgio Machado).

- 2011: "Fala Sério!" (Director; Augusto Sevá).

- 2011: "Assalto ao Banco Central" (Director: Marcos Paulo).

- 2013: "As Órbitas" (Cortometraje) (Director: Pedro Américo).

- 2013: "Sem Alma" (Cortometraje) (Directora: Diana Land).

- 2014: "Se Deus Vier Que Venha Armado" (Director: Luis Dantas).

- 2015: "Moto Anjos" (Director: Joe Tripician).

## Apariciones en Televisión
- 1999: "Suave Veneno" (Serie de Televisión).

- 2004: "Carga Pesada" (Serie de Televisión).

- 2012: "TV Xuxa" (Serie de Televisión).